# Nacliodes minor
Nacliodes minor är en fjärilsart som beskrevs av George Francis Hampson 1914. Nacliodes minor ingår i släktet Nacliodes och familjen björnspinnare. Inga underarter finns listade i Catalogue of Life.